# Scaptotrigona fulvicutis
Scaptotrigona fulvicutis är en biart som först beskrevs av Jesus Santiago Moure 1964.  Scaptotrigona fulvicutis ingår i släktet Scaptotrigona och familjen långtungebin. Inga underarter finns listade i Catalogue of Life.